# Mario Magnozzi
Mario Giovanni Marcello Magnozzi (Livorno, 20 marzo 1902 – Livorno, 25 giugno 1971) è stato un calciatore e allenatore di calcio italiano, di ruolo attaccante.

## Biografia
Nacque a Livorno il 20 marzo 1902, alle ore 14:30. Per un errore dell'anagrafe, nel suo certificato di nascita fu registrato come "di sesso femminino". L'equivoco durò per anni, tanto che fu erroneamente riportato, sempre sul certificato di nascita, il matrimonio di Magnozzi con tale Dino Ricci, avvenuto, secondo l'anagrafe livornese, il 15 novembre 1926; questo dato fu poi cancellato.

## Caratteristiche tecniche
Era dotato di grande dinamismo e resistenza fisica.

## Carriera

### Giocatore
Cresciuto nelle giovanili del Livorno, Magnozzi debuttò nella massima serie (allora denominata Prima Categoria) nella stagione 1919-20, trascinando con le sue reti decisive la squadra toscana alla vittoria del Torneo del Sud (vinto battendo la Fortitudo Roma per 3-2) e alla qualificazione alla finalissima contro i vincitori del Torneo del Nord dell'Inter.

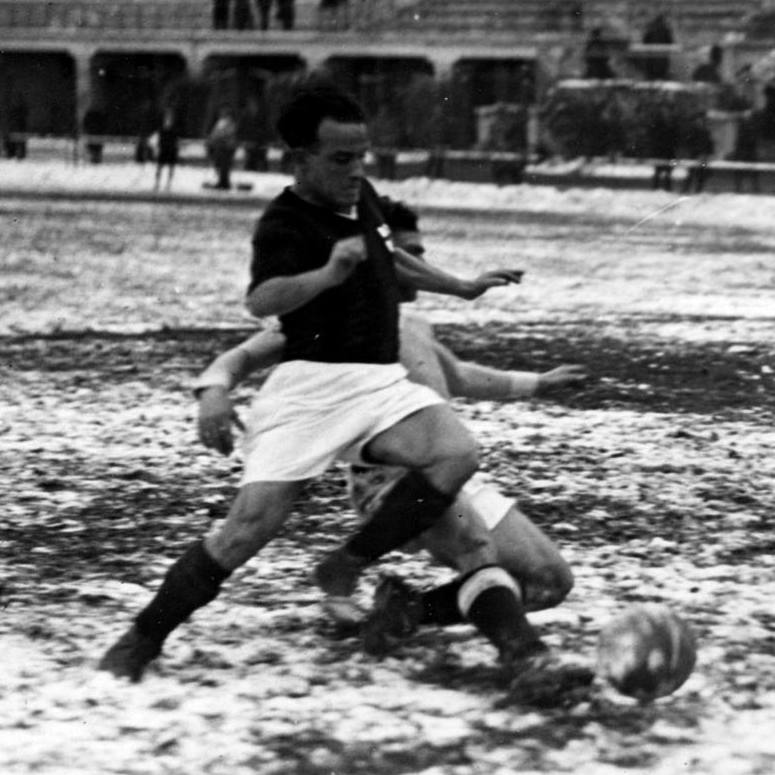
Magnozzi in azione con la maglia del Milan nel 1933

I nerazzurri erano favoriti ma il Livorno iniziò bene la partita e Magnozzi sfiorò la rete del vantaggio livornese fallendo un rigore. Ben presto però la classe dei giocatori nerazzurri emerse e, approfittando dell'infortunio del giocatore livornese Innocenti I (Athos, il fratello più grande dei tre Innocenti, Gontrano, il II, e Gastone, il III) che lasciò i toscani in 10 (allora non erano permesse le sostituzioni) l'Inter chiuse il primo tempo in vantaggio per 3-0. I livornesi riaprirono la gara segnando due reti con Magnozzi, ma non riuscirono a pareggiare e dovettero dire addio allo scudetto.
Nella stagione successiva Magnozzi giocò un altro buon campionato e il Livorno sfiorò l'accesso alla finalissima scudetto perdendo la finale del Torneo del Sud contro il Pisa. A partire dal 1921-22 il Livorno venne spostato dalla Lega Sud alla Lega Nord e così Magnozzi ebbe maggior visibilità e più possibilità di essere convocato in Nazionale (dato che la Lega Nord era un campionato di tasso tecnico più elevato di quello della Lega Sud tanto che tutti i giocatori della Nazionale di quel periodo giocavano in Lega Nord). Cosa che avvenne nel 1924, anno in cui venne convocato per la prima volta in nazionale. Debuttò il 25 maggio nella partita valevole per le Olimpiadi del 1924 contro la Spagna. Disputò tre partite in quelle olimpiadi e l'Italia venne eliminata ai quarti.
Nella stagione 1924-25 vinse la classifica cannonieri e nel 1928 vinse il bronzo alle Olimpiadi. In quel torneo segnò 4 reti. Nel 1930 venne acquistato dal Milan dove restò fino al 1933, anno in cui venne ceduto di nuovo al Livorno. Restò nella squadra toscana fino al 1936, anno del suo ritiro.

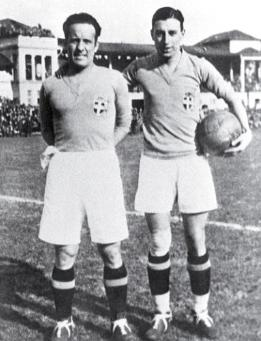
Magnozzi e Raimundo Orsi con la maglia della nazionale italiana

Nel 1928, dal 23 luglio al 13 settembre, partecipò con la squadra del Brescia, a una tournée in terra americana. Salpati dal porto di Genova sul transatlantico "Duilio", raggiunsero New York dopo dieci giorni di navigazione; negli Stati Uniti giocarono nove incontri, Mario ne disputò sei, conditi da quattro reti realizzate. Rientrarono dalla tournée il 13 settembre sul transatlantico "Mauritania".
Nel 1929, dal 25 luglio al 14 settembre, prese parte alla tournée del Bologna in Sud America, contro le più forti squadre di Argentina e Brasile e contro la Nazionale di calcio dell'Uruguay. Proprio contro quest'ultima, che schierava campioni olimpici del 1924 e 1928 (Mazali, Arremón e Borjas), e futuri campioni del mondo del 1930 (Tejera e Anselmo), il Bologna e Magnozzi realizzarono l'impresa: i rossoblu vinsero per 0-1, con rete del campione livornese, su passaggio di Schiavio, al 47º minuto. Magnozzi disputò 14 partite su 15 di quella tournée e realizzò 4 reti.

### Allenatore
Intraprese poi la carriera di allenatore, guidando tra le altre Livorno, Rieti, Alfa Romeo, Milan, Lecce, Catania e AEK Atene.
Dopo la morte gli è stato intitolato uno dei principali impianti sportivi di Livorno, lo "Stadio Magnozzi", situato nel quartiere Sorgenti, che ospita le gare interne della Pro Livorno Sorgenti, militante in Serie D.

## Statistiche

### Presenze e reti nei club
| Stagione       | Club           | Campionato     | Campionato | Campionato | Coppe nazionali | Coppe nazionali | Coppe nazionali | Totale | Totale |
| Stagione       | Club           | Comp           | Pres       | Reti       | Comp            | Pres            | Reti            | Pres   | Reti   |
| -------------- | -------------- | -------------- | ---------- | ---------- | --------------- | --------------- | --------------- | ------ | ------ |
| 1919-1920      | Livorno        | PC             | 18         | 29         | –               | –               | –               | 18     | 29     |
| 1920-1921      | Livorno        | PC             | 19         | 27         | –               | –               | –               | 19     | 27     |
| 1921-1922      | Livorno        | PD             | 3          | 1          | –               | –               | –               | 3      | 1      |
| 1922-1923      | Livorno        | PD             | 22         | 14         | –               | –               | –               | 22     | 14     |
| 1923-1924      | Livorno        | PD             | 21         | 14         | –               | –               | –               | 21     | 14     |
| 1924-1925      | Livorno        | PD             | 24         | 19         | –               | –               | –               | 24     | 19     |
| 1925-1926      | Livorno        | PD             | 20         | 11         | –               | –               | –               | 20     | 11     |
| 1926-1927      | Livorno        | DN             | 18         | 11         | –               | –               | –               | 18     | 11     |
| 1927-1928      | Livorno        | DN             | 19         | 15         | –               | –               | –               | 19     | 15     |
| 1928-1929      | Livorno        | DN             | 25         | 18         | –               | –               | –               | 25     | 18     |
| 1929-1930      | Livorno        | A              | 34         | 15         | –               | –               | –               | 34     | 15     |
| 1930-1931      | Milan          | A              | 32         | 10         | –               | –               | –               | 32     | 10     |
| 1931-1932      | Milan          | A              | 33         | 11         | –               | –               | –               | 33     | 11     |
| 1932-1933      | Milan          | A              | 32         | 10         | –               | –               | –               | 32     | 10     |
| Totale Milan   | Totale Milan   | Totale Milan   | 97         | 31         |                 | –               | –               | 97     | 31     |
| 1933-1934      | Livorno        | A              | 31         | 7          | –               | –               | –               | 31     | 7      |
| 1934-1935      | Livorno        | A              | 23         | 3          | –               | –               | –               | 23     | 3      |
| 1935-1936      | Livorno        | B              | 3          | 1          | CI              | 1               | 1               | 4      | 2      |
| Totale Livorno | Totale Livorno | Totale Livorno | 280        | 185        |                 | 1               | 1               | 281    | 186    |
| Totale         | Totale         | Totale         | 377        | 216        |                 | 1               | 1               | 378    | 217    |

### Cronologia presenze e reti in nazionale
| Cronologia completa delle presenze e delle reti in nazionale ― Italia | Cronologia completa delle presenze e delle reti in nazionale ― Italia | Cronologia completa delle presenze e delle reti in nazionale ― Italia | Cronologia completa delle presenze e delle reti in nazionale ― Italia | Cronologia completa delle presenze e delle reti in nazionale ― Italia | Cronologia completa delle presenze e delle reti in nazionale ― Italia | Cronologia completa delle presenze e delle reti in nazionale ― Italia | Cronologia completa delle presenze e delle reti in nazionale ― Italia |
| Data                                                                  | Città                                                                 | In casa                                                               | Risultato                                                             | Ospiti                                                                | Competizione                                                          | Reti                                                                  | Note                                                                  |
| --------------------------------------------------------------------- | --------------------------------------------------------------------- | --------------------------------------------------------------------- | --------------------------------------------------------------------- | --------------------------------------------------------------------- | --------------------------------------------------------------------- | --------------------------------------------------------------------- | --------------------------------------------------------------------- |
| 25-5-1924                                                             | Colombes                                                              | Italia                                                                | 1 – 0                                                                 | Spagna                                                                | Olimpiadi 1924 - Qualificazione                                       | -                                                                     |                                                                       |
| 29-5-1924                                                             | Vincennes                                                             | Lussemburgo                                                           | 0 – 2                                                                 | Italia                                                                | Olimpiadi 1924 - Ottavi di finale                                     | -                                                                     |                                                                       |
| 2-6-1924                                                              | Parigi                                                                | Svizzera                                                              | 2 – 1                                                                 | Italia                                                                | Olimpiadi 1924 - Quarti di finale                                     | -                                                                     |                                                                       |
| 16-11-1924                                                            | Milano                                                                | Italia                                                                | 2 – 2                                                                 | Svezia                                                                | Amichevole                                                            | 2                                                                     |                                                                       |
| 23-11-1924                                                            | Duisburg                                                              | Germania                                                              | 0 – 1                                                                 | Italia                                                                | Amichevole                                                            | -                                                                     |                                                                       |
| 18-1-1925                                                             | Milano                                                                | Italia                                                                | 1 – 2                                                                 | Ungheria                                                              | Amichevole                                                            | -                                                                     |                                                                       |
| 14-6-1925                                                             | Valencia                                                              | Spagna                                                                | 1 – 0                                                                 | Italia                                                                | Amichevole                                                            | -                                                                     |                                                                       |
| 18-6-1925                                                             | Lisbona                                                               | Portogallo                                                            | 1 – 0                                                                 | Italia                                                                | Amichevole                                                            | -                                                                     |                                                                       |
| 4-11-1925                                                             | Padova                                                                | Italia                                                                | 2 – 1                                                                 | Jugoslavia                                                            | Amichevole                                                            | -                                                                     |                                                                       |
| 8-11-1925                                                             | Budapest                                                              | Ungheria                                                              | 1 – 1                                                                 | Italia                                                                | Amichevole                                                            | -                                                                     |                                                                       |
| 17-1-1926                                                             | Torino                                                                | Italia                                                                | 3 – 1                                                                 | Cecoslovacchia                                                        | Amichevole                                                            | 1                                                                     |                                                                       |
| 21-3-1926                                                             | Torino                                                                | Italia                                                                | 3 – 0                                                                 | Irlanda                                                               | Amichevole                                                            | 1                                                                     |                                                                       |
| 18-4-1926                                                             | Zurigo                                                                | Svizzera                                                              | 1 – 1                                                                 | Italia                                                                | Amichevole                                                            | 1                                                                     |                                                                       |
| 9-5-1926                                                              | Milano                                                                | Italia                                                                | 3 – 2                                                                 | Svizzera                                                              | Amichevole                                                            | -                                                                     |                                                                       |
| 18-7-1926                                                             | Stoccolma                                                             | Svezia                                                                | 5 – 3                                                                 | Italia                                                                | Amichevole                                                            | -                                                                     |                                                                       |
| 28-10-1926                                                            | Praga                                                                 | Cecoslovacchia                                                        | 3 – 1                                                                 | Italia                                                                | Amichevole                                                            | -                                                                     |                                                                       |
| 17-4-1927                                                             | Torino                                                                | Italia                                                                | 3 – 1                                                                 | Portogallo                                                            | Amichevole                                                            | -                                                                     |                                                                       |
| 1-1-1928                                                              | Genova                                                                | Italia                                                                | 3 – 2                                                                 | Svizzera                                                              | Coppa Internazionale 1927-1930                                        | 1                                                                     |                                                                       |
| 4-6-1928                                                              | Amsterdam                                                             | Spagna                                                                | 1 – 7                                                                 | Italia                                                                | Olimpiadi 1928 - Quarti di finale (ripetizione)                       | 1                                                                     |                                                                       |
| 7-6-1928                                                              | Amsterdam                                                             | Uruguay                                                               | 3 – 2                                                                 | Italia                                                                | Olimpiadi 1928 - Semifinale                                           | -                                                                     |                                                                       |
| 9-6-1928                                                              | Amsterdam                                                             | Egitto                                                                | 3 – 11                                                                | Italia                                                                | Olimpiadi 1928 - Finale 3º-4º Posto                                   | 3                                                                     | 3º posto                                                              |
| 9-2-1930                                                              | Roma                                                                  | Italia                                                                | 4 – 2                                                                 | Svizzera                                                              | Amichevole                                                            | 1                                                                     |                                                                       |
| 2-3-1930                                                              | Francoforte                                                           | Germania                                                              | 0 – 2                                                                 | Italia                                                                | Amichevole                                                            | -                                                                     |                                                                       |
| 6-4-1930                                                              | Amsterdam                                                             | Paesi Bassi                                                           | 1 – 1                                                                 | Italia                                                                | Amichevole                                                            | -                                                                     |                                                                       |
| 11-5-1930                                                             | Budapest                                                              | Ungheria                                                              | 0 – 5                                                                 | Italia                                                                | Coppa Internazionale 1927-1930                                        | 1                                                                     |                                                                       |
| 22-6-1930                                                             | Bologna                                                               | Italia                                                                | 2 – 3                                                                 | Spagna                                                                | Amichevole                                                            | -                                                                     |                                                                       |
| 20-3-1932                                                             | Vienna                                                                | Austria                                                               | 2 – 1                                                                 | Italia                                                                | Coppa Internazionale 1931-1932                                        | -                                                                     |                                                                       |
| 10-4-1932                                                             | Colombes                                                              | Francia                                                               | 1 – 2                                                                 | Italia                                                                | Amichevole                                                            | 1                                                                     |                                                                       |
| 8-5-1932                                                              | Budapest                                                              | Ungheria                                                              | 1 – 1                                                                 | Italia                                                                | Coppa Internazionale 1931-1932                                        | -                                                                     |                                                                       |
| Totale                                                                |                                                                       | Presenze                                                              | 29                                                                    |                                                                       | Reti (23º posto)                                                      | 13                                                                    |                                                                       |

## Palmarès

### Giocatore

#### Nazionale
- Bronzo olimpico: 1

Amsterdam 1928
- Coppa Internazionale: 1

1927-1930

#### Individuale
- Capocannoniere di Prima Divisione: 1

Livorno: 1924-1925 (19 gol)

### Allenatore

#### Competizioni nazionali
- Serie B: 1

Livorno: 1936-1937